# Jakovitsa
Jakovitsa (Bulgaars: Яковица) is een dorp in het zuiden van Bulgarije. Het is gelegen in de gemeente Kirkovo, oblast Kardzjali. Het dorp ligt hemelsbreed 36 km ten zuidwesten van de stad Kardzjali en 222 kilometer ten zuidoosten van Sofia.

## Bevolking
Het dorp Jakovitsa had bij een schatting van 2020 een inwoneraantal van 50 personen. Dit waren 17 mensen (-24,4%) minder dan 67 inwoners bij de officiële census van februari 2011. De gemiddelde jaarlijkse groei in die periode komt daarmee uit op -2,9%, hetgeen lager is dan het landelijk jaarlijks gemiddelde over deze periode (-0,63%). 
- 1975 157
Volksrepubliek Bulgarije
- 1985 170
Volksrepubliek Bulgarije
- 1992 152
Republiek Bulgarije
- 1996 136
Republiek Bulgarije
- 2000 134
Republiek Bulgarije
- 2001 95
Republiek Bulgarije
- 2006 84
Republiek Bulgarije
- 2011 67
Republiek Bulgarije
- 2012 64
Republiek Bulgarije
- 2013 62
Republiek Bulgarije
- 2014 60
Republiek Bulgarije
- 2015 61
Republiek Bulgarije
- 2016 62
Republiek Bulgarije
- 2017 62
Republiek Bulgarije
- 2018 58
Republiek Bulgarije
- 2019 56
Republiek Bulgarije
- 2020 50
Republiek Bulgarije

- Volksrepubliek Bulgarije
- Republiek Bulgarije

In het dorp wonen uitsluitend etnische Bulgaren. In de optionele volkstelling van 2011 identificeerden alle 67 ondervraagden zichzelf als etnische Bulgaren - oftewel 100% van alle ondervraagden.
| Etnische samenstelling van de respondenten (2011) | Etnische samenstelling van de respondenten (2011) | Etnische samenstelling van de respondenten (2011) | Etnische samenstelling van de respondenten (2011) | Etnische samenstelling van de respondenten (2011) |
| ------------------------------------------------- | ------------------------------------------------- | ------------------------------------------------- | ------------------------------------------------- | ------------------------------------------------- |
|                                                   |                                                   |                                                   |                                                   |                                                   |
| Bulgaren                                          | Bulgaren                                          |                                                   | 100,0%                                            | 100,0%                                            |
| Turken                                            | Turken                                            |                                                   | 0,0%                                              | 0,0%                                              |
| Roma                                              | Roma                                              |                                                   | 0,0%                                              | 0,0%                                              |
| Anders/Onbekend                                   | Anders/Onbekend                                   |                                                   | 0,0%                                              | 0,0%                                              |